# 甘景镐
甘景镐（1915年4月21日—1991年11月29日），男，福建福州人，中国高分子化学家，曾任福建师范大学化学系系主任、教授、高分子研究所所长。